# Shodō

Das Zeichen Sho

Shodō (japanisch 書道, wörtlich: „Weg des Schreibens“) ist die nach Japan übernommene chinesische Kalligrafie. Die Grundlagen, also die Strichformen, die Schriftzeichen selbst, die Ästhetik, die Schrifttypen Siegelschrift (篆書 tensho), Kursivschrift (Semi-Kursivschrift, 行書 gyōsho), Grasschrift (草書 sōsho), Kanzleischrift (隷書 reisho) und Regelschrift (楷書 kaisho) und die Werkzeuge Papier, Tusche und Pinsel wurden etwa im 6. bis 7. Jahrhundert aus China übernommen.
Heute geht es bei der Schaffung eines Shodō-Kunstwerkes vor allem um eine expressive Darstellung und die Erlangung eines persönlichen Ausdrucks.

## Grundlagen der japanischen Kalligrafie

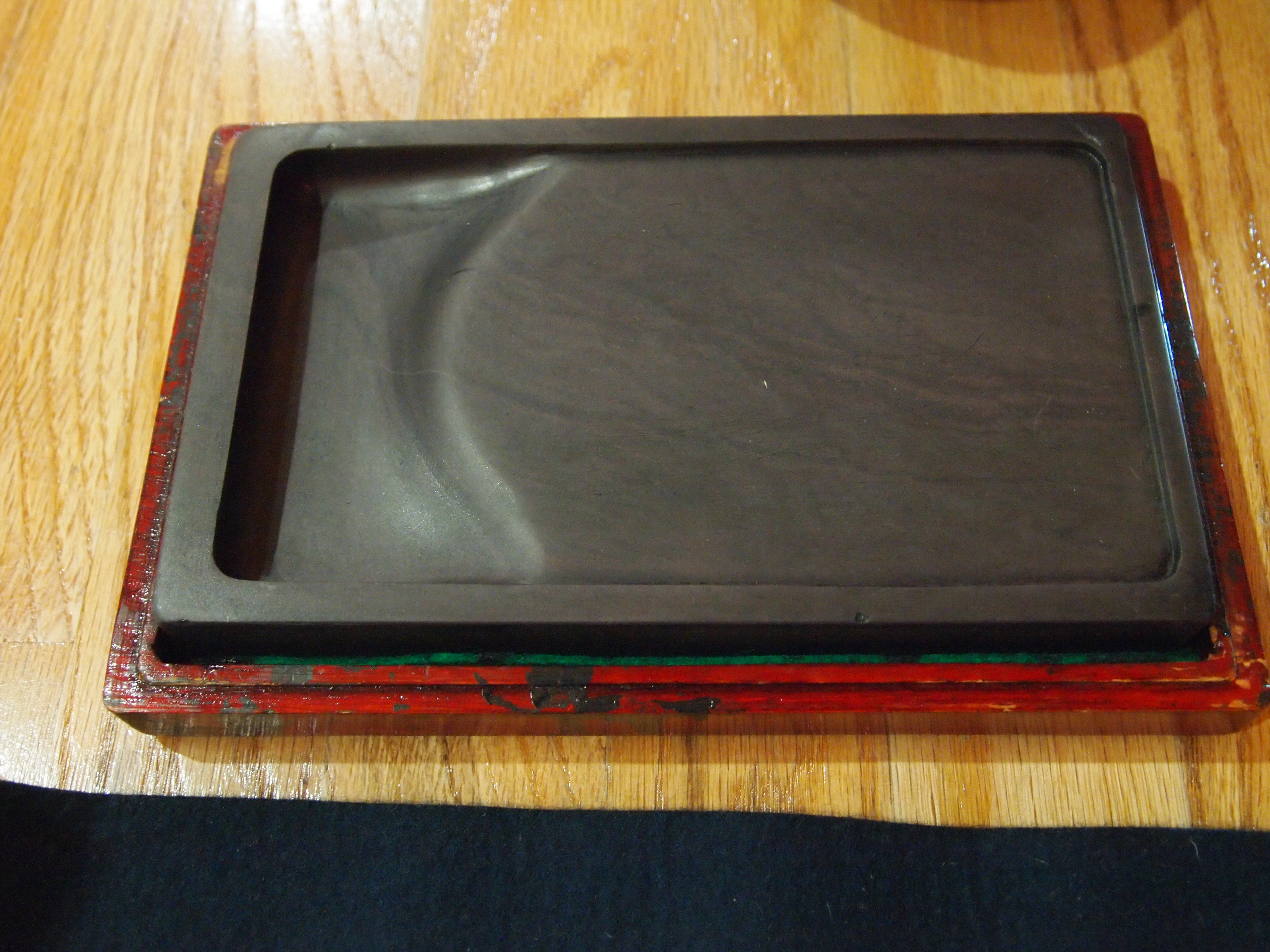
Ein traditioneller Tintenstein, gegen den Tinte und Wasser gerieben werden

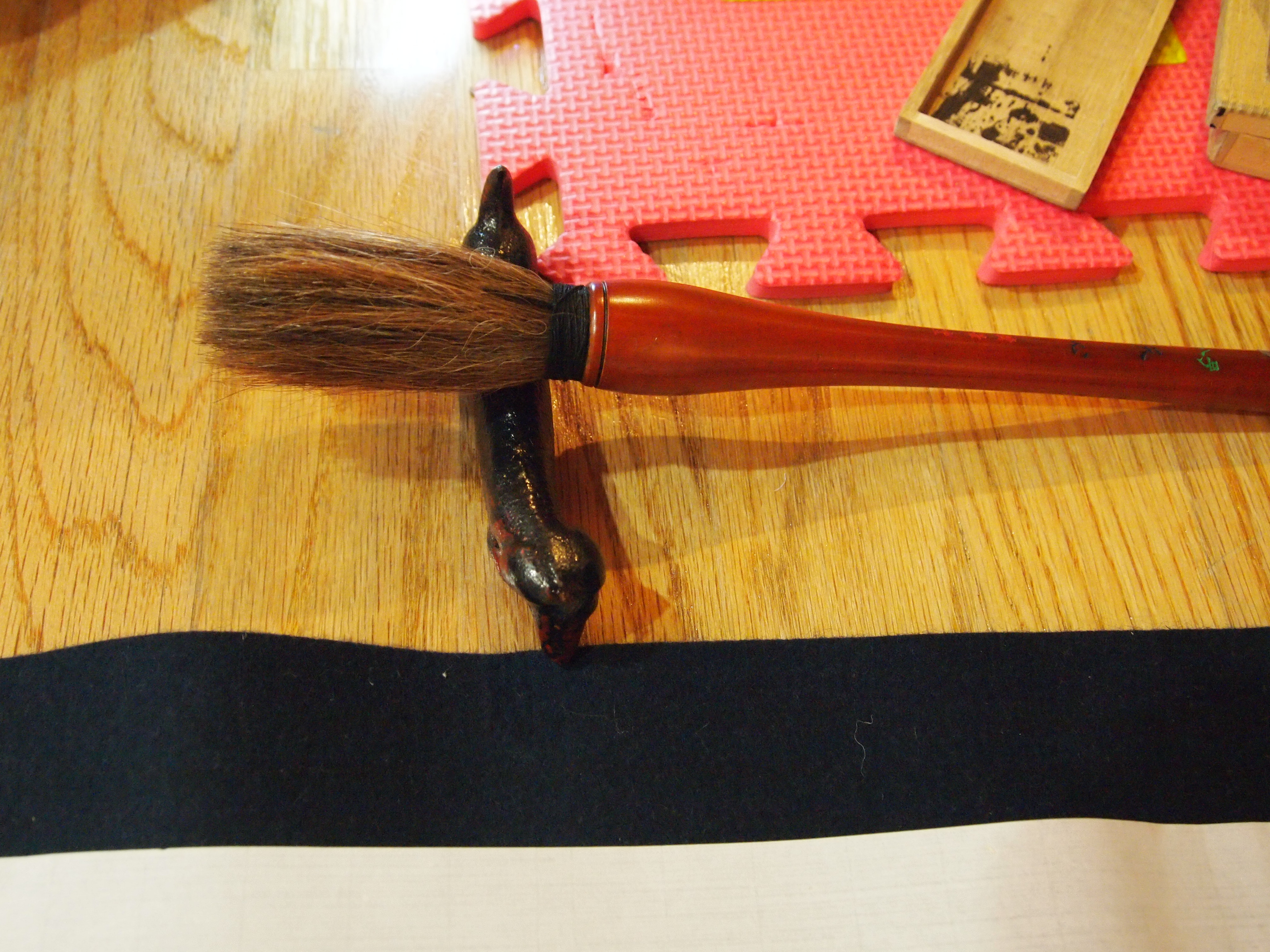
Ein typischer Pinsel für die Kalligraphie

Charakteristisch für die japanische Kalligrafie ist der fest definierte Rahmen, der jede Arbeit bestimmt: Sowohl Arbeitsmaterial und -ablauf als auch die Zeichen und deren Strichfolge sind genau festgelegt. Somit geht es in jeder Arbeit um die Interpretation dieser Vorgaben, ähnlich der Interpretation vorgegebener Musiknoten.
Eine Kalligrafie muss zudem in einem Durchgang fertiggestellt werden, denn spätere Erweiterungen, Änderungen oder Verbesserungen sind unerwünscht. Dies grenzt den Vorgang des Schaffens zeitlich sehr stark ein.
Andererseits ermöglicht es dem Betrachter, den Prozess der Entstehung und Ausarbeitung einer Kalligrafie im Nachhinein nachzuvollziehen und somit durch die Interpretation des Künstlers dessen Persönlichkeit im Werk wiederzufinden.

## Unterschiede zur chinesischen Kalligrafie
Der Hauptunterschied zur Entwicklung der chinesischen Kalligrafie liegt darin, dass es in Japan keine eigene Schicht von Literaten-Beamten gab und die Kalligrafie stattdessen von Höflingen in Heian-kyō (heute Kyōto), von buddhistischen Mönchen und später von Samurai-Beamten praktiziert wurde. Der feingliedrige, präzise Stil der Literaten unterschied sich stark vom impulsiven, minimalistischen Stil der Samurai. Auch der Status der Kalligrafie war ein anderer: Die Kalligrafie ist in Japan nur eine von mehreren Wegkünsten gewesen und hat nie den Status erreicht, den sie in China hatte und noch hat. Dennoch war und ist die Kalligrafie als Kunstform in Japan weiterhin hoch angesehen.
In der japanischen Kalligrafie kommen zum Kanji-Zeichenvorrat noch die Silbenschriften Katakana und vor allem Hiragana dazu. Die Hiragana entwickelte sich aus der kursiven chinesischen Grasschrift.
Die spirituelle Form der Kalligraphie wird von buddhistischen Mönchen, Nonnen sowie den meisten Praktizierenden des Shodō geübt. Um Zen-Kalligraphie meisterhaft zu praktizieren, ist es essenziell, den Geist zu leeren und die Buchstaben von selbst fließen zu lassen, anstatt sich zu konzentrieren und sich stark anzustrengen. Dieser Geisteszustand wird vom japanischen Philosophen Nishida Kitarō als „Mushin“ bezeichnet. Die Zen-Kalligraphie basiert auf den Prinzipien des Zen-Buddhismus, der die Verbindung zum Spirituellen und nicht zum Körperlichen betont. Kalligraphieleistungen mit sehr großen Pinseln werden in der Regel in dieser Geisteshaltung ausgeführt.

## Stile
Zu Werbezwecken wurden während der Edo-Zeit die Edomoji entwickelt.
Bokuseki (jap. 墨跡, dt. „Tuschspur“) ist eine Form von Shodō. Sie wurde als ein spezieller Zenga-Stil von Zen-Mönchen entwickelt. Tuschspuren sind stets das lebendige Dokument eines intensiv erlebten Augenblicks. Je kraftvoller der Moment gelebt wird, in dem die Tuschspur entsteht, umso mehr wird ihr Wesen in ihr gegenwärtig.